# الحارث الهمداني
الحارث الهمداني، من كبار التابعين الرواة، كان من القرّاء ومن أصحاب الإمام علي بن أبي طالب وخاصته، وهو أحد العلماء في قومه لا سيما في الفرائض وعلم الحساب وله قول في الفتيا، أخذ العلم عن علي وعن ابن مسعود، وقرأ عليه أبو إسحاق السبيعي

## إسمه ونسبه
أبو زهير، الحارث الأعور بن عبد الله بن كعب بن أسد بن خالد بن حوت بن سبع بن صعب بن معاوية بن كثير بن مالك بن جشم بن حاشد بن خيران بن نوف بن همدان الكوفي المعروف بالحارث الأعور، وقيل في نسبه الحارث بن عبيد، وقيل الحارث الأعور الحوتى، نسبة إلى حوت بطن من همدان، وكما يقال له الخارفي نسبة إلى بطن من قبيلة همدان عاش في الكوفة من أعلام القرن الأوّل الهجري، عاصر علي والإمام الحسن بن علي.

## في صفين
كان الحارث من المجمعين على خلافة علي وإمامته بعد مقتل عثمان. ولما أراد الإمام علي بن أبي طالب الخروج إلى صفين، أمر الحارث أن ينادي في الناس للخروج إلى معسكرهم بالنخيلة، فنادى الحارث في الناس بذلك.

## ما قيل فيه
- قال الإمام علي للحارث: (أنت مع مَن أحببت، ولك ما احتسبت). فقال الحارث:(ما أبالي وربي بعد هذا متى لقيت الموت أو لقيني).
- قال الحافظ الذهبي: (الحارث الأعور، ... العلامة الإمام ... كان فقيها كثير العلم على لين في حديثه حدث عنه الشعبي وعطاء بن أبي رباح وعمرو بن مرة وأبو إسحاق السبيعي وغيرهم[3])

## روايته للحديث
روى الحارث عن علي بن أبي طالب وابن مسعود وزيد بن ثابت وبقيرة امرأة سلمان. وروى عنه الشعبي وأبو إسحاق السبيعي وأبو البختري الطائي وعطاء بن أبي رباح وعبد الله بن مرة وأبو السفر الهمداني وجماعة.

اختلف في توثيق رواية الرجل بين الشيعة و أهل السنة، فقد أجمع الشيعة على توثيقه، بينما بياينت آراء علماء أهل السنة في توثيقه.
- قال الشيخ محيي الدين المامقاني من علماء الشيعة:(لا محيص من توثيق مَن وثّقه سيّد المتّقين أمير المؤمنين ...، بل مَن يوثّقه الإمام علي هو فوق توثيق الموثّقين ثقةً وجلالةً وورعاً[5]).
- قال ابن حجر العسقلاني:(الحارث بن عبد الله الأعور الهمداني بسكون الميم الحوتي بضم المهملة وبالمثناة الكوفي أبو زهير صاحب علي كذّبه الشعبي في رأيه ورمي بالرفض وفي حديثه ضعف).[6]
- قال مُرّة: ليس به بأس
- قال الإمام النسائي: ليس به بأس وقال أيضا ليس بالقوي
- قال أبو حاتم: لا يحتج به ثم إن النسائي وأرباب السنن احتجوا بالحارث وهو ممن عندي وقفة في الاحتجاج به
- قال جرير بن عبد الحميد: كان زيفا
- قال ابن معين: ضعيف
- قال الدارقطني: ضعيف

## أولاده
- نافع بن الحارث الهمداني
- عمرو بن الحارث الهمداني
- عبد الله بن الحارث الهمداني
- شريك بن الحارث الهمداني

## وفاته
توفي الحارث الهمداني سنة 65 هـ.

## وصلات خارجية
- ترجمة الحارث الهمداني في موقع الإمام علي
- ترجمته في مركز آل البيت العالمي للمعلومات
- ترجمة الحارث في موقع المدينة نت